# 크랜시 쿠퍼
크랜시 쿠퍼(Clancy Cooper, 1906년 7월 23일 ~ 1975년 6월 14일)는 미국의 배우, 영화배우이다.

## 영화
- 사랑할 때와 죽을 때 (1958년)
- 제시 제임스 스토리 (1957년)
- 베가본드 킹 (1956년)
- 베스트 씽스 인 라이프 알 프리 (1956년)
- 상처 뿐인 영광 (1956년)
- 아티스트 & 모델 (1955년)
- 용감한 린티 (1954년)
- 리빙 잇 업 (1954년)
- 히어 컴 더 걸스 (1953년)
- 형제는 용감했다 (1953년)
- 사우스 스트리트의 소매치기 (1953년)
- 데드라인 - U.S.A. (1952년)
- 톨 타겟 (1951년)
- 크리스마스 소원 (1950년)
- 벨브디어씨 대학가다 (1949년)
- 론 레인저 - 49년 시리즈 (1949년)
- 트랩트 (1949년)
- 다크 패시지 (1947년)
- 악몽의 골목 (1947년)
- 레일로디드 (1947년)
- 더 베스트 이어스 오브 아워 리브스 (1946년) - 택시 드라이버 역
- 래시의 용기 (1946년)
- 낯선 여인 (1946년)
- 썸웨어 인 더 나잇 (1946년)
- 센테니얼 썸머 (1946년)
- 밀드레드 피어스 (1945년)
- 더 휴먼 코미디 (1943년)
- 하이 시에라 (1941년)